# Didrik Ficks gränd

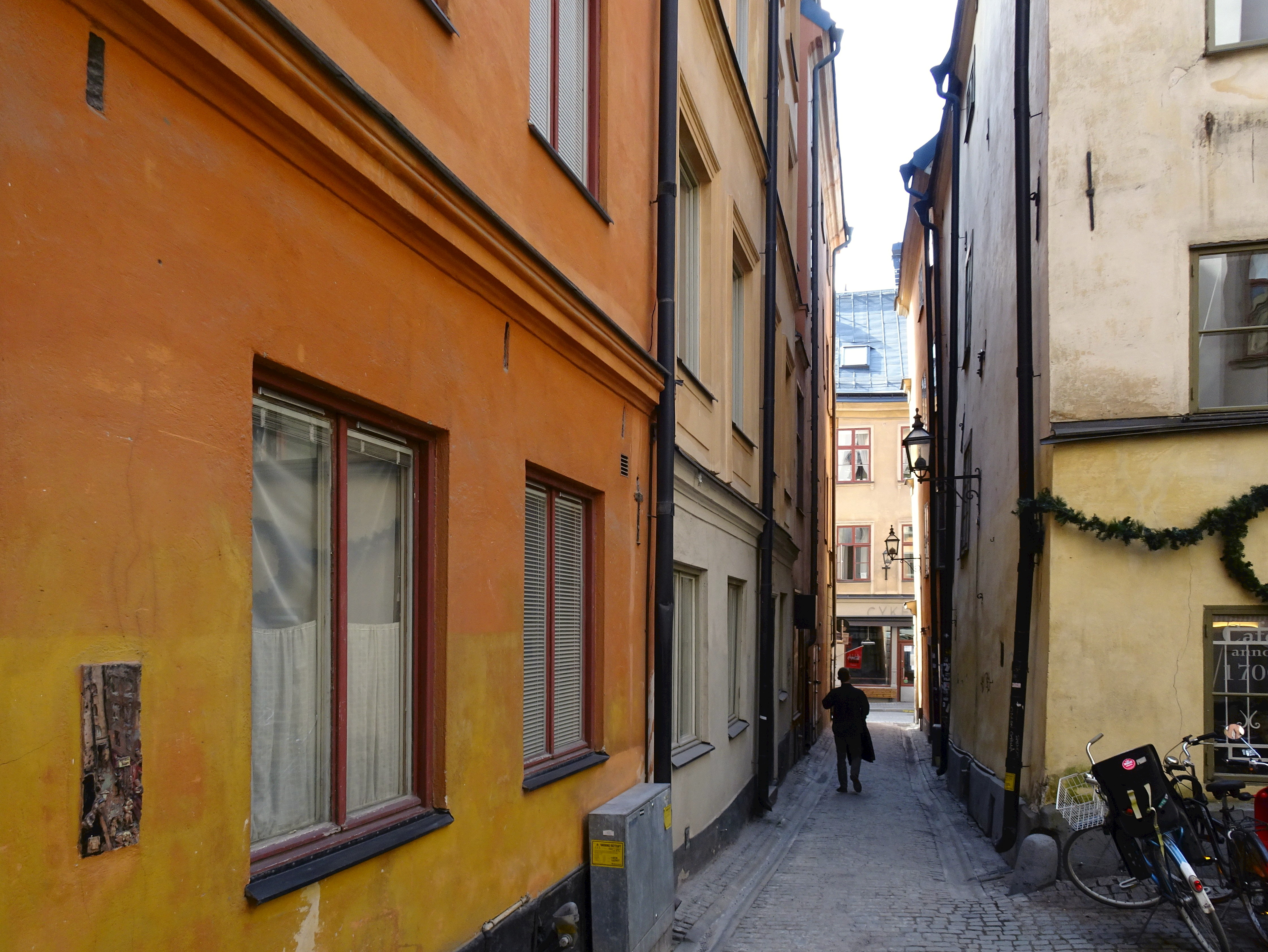
Gränden mot Stora Nygatan, 2016.

Didrick Ficks gränd är en gränd i Gamla stan i Stockholm. Den sträcker sig från Västerlånggatan förbi Vera Siöcronas torg till Stora Nygatan. På medeltiden fortsatte den västerut fram till Lejontornet.

## Historik

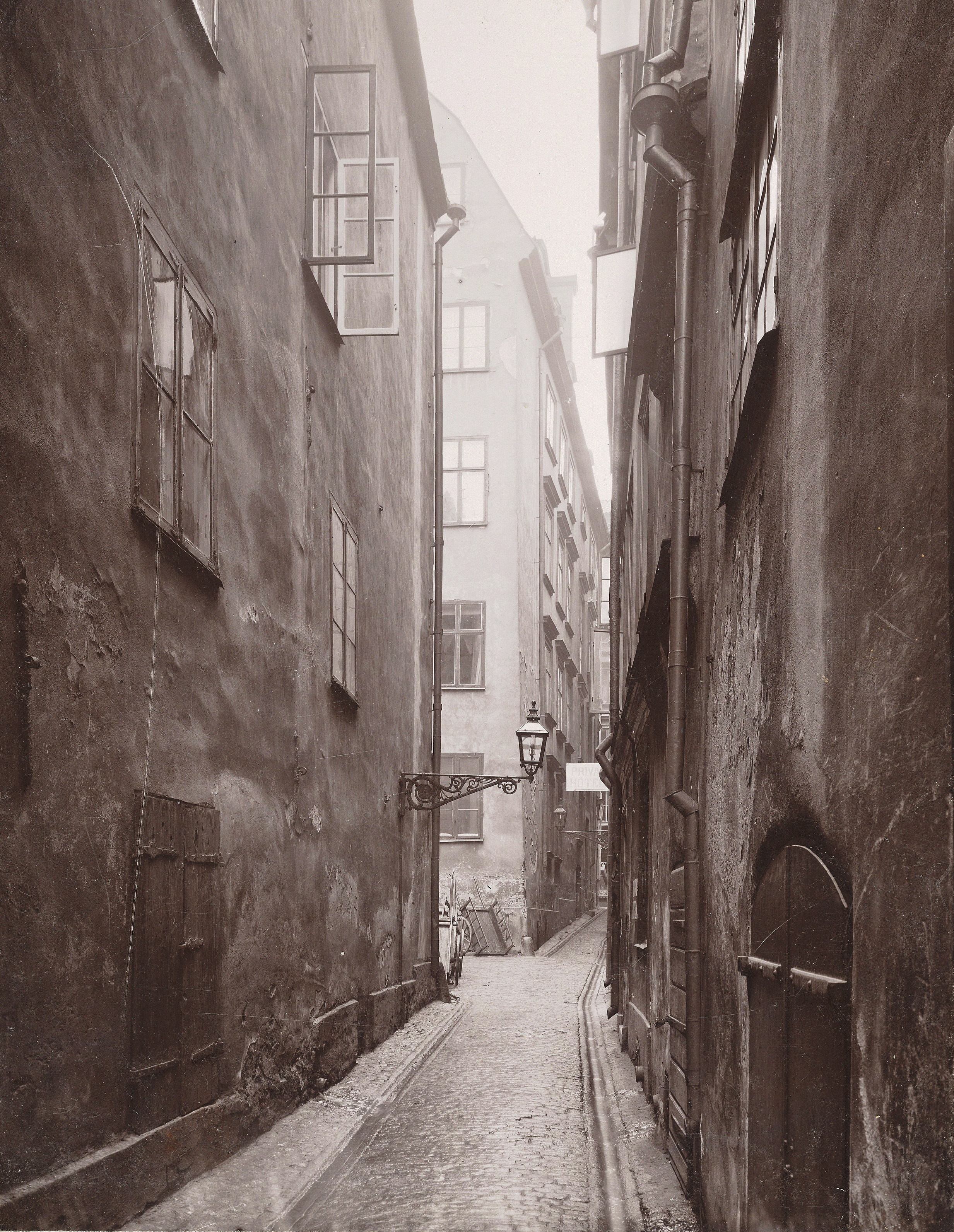
Gränden mot Västerlånggatan, 1902.

Gatan kallas tidigare Jöran Perssons gränd (1563) efter politikern och Erik XIV:s rådgivare Jöran Persson som ägde ett stenhus på nuvarande Vera Siöcronas torg. År 1617 kallas gränden för Dirich Fiskes grendh och 1674 för Diedrik Fischers gränd.  
Gränden har troligen fått sitt namn efter Didrich Fischer, en tysk köpman, som 1605 fick privilegiet att driva Värdshuset Månen i kvarteret Cupido. Under 1600-talet har grändnamnet ett flertal försvenskade varianter av Fischers efternamn. På 1700-talets slut revs ett hus i kvarteret Alcmene och gränden öppnades mot norr för att skapa en plats där brandförsvaret kunde vända med häst och vagn utan att behöva spänna av. Omkring år 1800 etablerade sig nuvarande namn.